# Pablo Guerrero
Pour les articles homonymes, voir Guerrero (homonymie).
Guerrero  Bonilla est un nom espagnol. Le premier nom de famille, en général paternel, est Guerrero ; le second, en général maternel, souvent omis, est Bonilla.
Pablo Guerrero Bonilla (né le 20 mars 1992 à Coín en Andalousie) est un coureur cycliste espagnol.

## Biographie
Pablo Guerrero commence sa carrière sportive par le VTT. Il commence à se consacrer au cyclisme sur route à partir de 2013, lorsqu'il rejoint l'équipe Bicicletas Rodríguez-Extremadura,. 
Lors de la saison 2015, il se distingue chez les amateurs espagnols en obtenant plusieurs victoires. Il passe ensuite professionnel en 2016 au sein de l'équipe continentale Rádio Popular-Boavista, au Portugal. Décrit comme un pur grimpeur, il termine notamment dix-neuvième du Trophée Joaquim-Agostinho et vingt-et-unième du Tour des Asturies. En fin d'année, il prolonge le contrat que le lie à son équipe. 
En 2018, il redescend dans les rangs amateurs. Il rejoint en cours de saison l'équipe continentale dominicaine Inteja-Dominican, avec laquelle il termine dixième du Tour de la Guadeloupe. L'année suivante, il fait son retour au sein de la formation RP-Boavista. Son meilleur résultat est une seizième place sur le Grand Prix international de Torres Vedras. Il devient également champion d'Espagne de cross-country marathon en VTT. 
Il parvient à se faire engager par l'équipe continentale professionnelle Burgos-BH en 2020. Le calendrier est cependant perturbé par la pandémie de Covid-19, qui annule un bon nombre d'épreuves. Il ne dispute que six courses, avec pour seul résultat notable une victoire au classement de la montagne du Grand Prix international de Torres Vedras. Non-conservé par Burgos-BH, il revient une nouvelle fois chez les amateurs en 2021. Il délaisse sensiblement les compétitions sur route pour le VTT.

## Palmarès

### Palmarès sur route
- 2013
  - 2e du championnat d'Andalousie du contre-la-montre espoirs
  - 2e du championnat d'Andalousie sur route espoirs
- 2014
  - 2e du championnat d'Andalousie du contre-la-montre espoirs
  - 3e du championnat d'Andalousie sur route espoirs
- 2015
  - Champion d'Andalousie sur route
  - Trofeo da Ascensión
  - 3e étape du Tour de La Corogne
  - Subida Canillas de Aceituno
  - 2e du Tour d'Ávila
- 2018
  - Champion d'Andalousie du contre-la-montre
  - 2e du Tour de Zamora
- 2022
  - Champion d'Andalousie sur route
  - Cronoescalada Sercopan

### Classements mondiaux
| Année                                 | 2016  | 2017  | 2018 | 2019  |
| ------------------------------------- | ----- | ----- | ---- | ----- |
| Classement mondial                    | 2538e | 2711e | nc   | 2967e |
| UCI Europe Tour                       | 1695e | 1674e | nc   | 1827e |
|                                       |       |       |      |       |
| Légende : nc = non classéSource : UCI |       |       |      |       |

### Palmarès en VTT
- 2019
  -  Champion d'Espagne de cross-country marathon